# Бобровники (гміна, Бендзинський повіт)
Гміна Бобровники (пол. Gmina Bobrowniki) — сільська гміна у південній Польщі. Належить до Бендзинського повіту Сілезького воєводства.
Станом на 31 грудня 2011 у гміні проживало 11736 осіб.

## Територія
Згідно з даними за 2007 рік площа гміни становила 51.99 км², у тому числі:
- орні землі: 63.00%
- ліси: 20.00%

Таким чином, площа гміни становить 14.13% площі повіту.

## Населення
Станом на 31 грудня 2011:
| Опис     | Загалом | Загалом | Чоловіки | Чоловіки | Жінки | Жінки |
| -------- | ------- | ------- | -------- | -------- | ----- | ----- |
| одиниця  | осіб    | %       | осіб     | %        | осіб  | %     |
| все      | 11736   | 100     | 5542     | 47.22    | 6194  | 52.78 |
| міське   | 0       | 100     | 0        |          | 0     |       |
| сільське | 11736   | 100     | 5542     | 47.22    | 6194  | 52.78 |

## Сусідні гміни
Гміна Бобровники межує з такими гмінами: Войковиці, Меженцице, Ожаровіце, Псари, Радзьонкув, Сьверклянець.